# Haruma Miura
Haruma Miura (三浦 春馬 Miura Haruma?,  Tsuchiura, Ibaraki, 5 de abril de 1990 - Tokio, 18 de julio de 2020) fue un actor y cantante japonés. Formaba parte de la agencia Amuse, Inc. Debutó como miembro del grupo de J-pop, Brash Brats. Sin embargo, el grupo se encontraba en hiatus, mientras Miura seguía activo en su carrera actoral. Adquirió popularidad por sus participaciones en Gokusen 3 y la película Koizora. También protagonizó la película en imagen real del manga Shingeki no Kyojin, la que fue estrenada en dos partes en 2015.

## Muerte
Miura falleció el 18 de julio de 2020 a los 30 años de edad. Su cuerpo fue encontrado en su casa de Minato, Tokio a la 1 de la tarde (JST) por su manager, el cual fue a buscarlo tras no presentarse a trabajar. La causa de su muerte fue posteriormente confirmada como suicidio.
Tras su deceso, su segundo sencillo discográfico titulado Night Diver fue lanzado de manera póstuma el 26 de agosto de 2020; al mismo tiempo el programa de televisión musical de TV Asahi, Music Station, transmitió un especial de tres horas y media de duración en homenaje a Miura el 24 de julio.

## Filmografía

### Televisión
| Año  | Cadena   | Título                                            | Japonés                                  | Traducción en inglés                                   | Personajes          |
| ---- | -------- | ------------------------------------------------- | ---------------------------------------- | ------------------------------------------------------ | ------------------- |
| 1997 | NHK      | Agri                                              | あぐり                                   | -                                                      | Shōtarō             |
| 1999 | TV Asahi | Doyo Wide Gekijo                                  | 土曜ワイド劇場                           | Saturday Night at the Theater                          | Ichitaro Wakui      |
| 2000 | TBS      | Sleep in the Rain                                 | 雨に眠れ                                 | -                                                      | Keita Nakahara      |
| 2000 | TBS      | Manatsu no Merry Christmas                        | 真夏のメリークリスマス                   | Merry Christmas in Summer                              | Young Ryo Kinoshita |
| 2003 | NHK      | Musashi                                           | 武蔵                                     | -                                                      | Jotaro              |
| 2005 | Fuji TV  | Division 1 Aozora Koi Hoshi (Stage 11)            | ディビジョン1 青空恋星                   | Division 1 Blue Sky Love Star                          | Keita Ishikawa      |
| 2005 | NHK      | Fight                                             | ファイト                                 | -                                                      | Kiyoshi Okabe       |
| 2005 | TBS      | Ima Ai ni Yukimasu                                | いま、会いにゆきます                     | I'm Coming to See You                                  | Akihiro Kudou       |
| 2006 | Fuji TV  | Unfair                                            | アンフェア                               | -                                                      | Yutaka Saitō        |
| 2006 | NHK      | Komyo ga Tsuji                                    | 功名が辻                                 | Tsuji is Lucky                                         |                     |
| 2006 | WOWOW    | Children                                          | チルドレン                               | -                                                      | Shirou Kihara       |
| 2006 | NTV      | 14 Sai no Haha                                    | １４才の母                               | 14-year-old Mother                                     | Satoshi Kirino      |
| 2008 | NTV      | Binbō Danshi                                      | 貧乏男子                                 | Poor Boy                                               | Ryo Shiraishi       |
| 2008 | NTV      | Gokusen 3                                         | ごくせん 3                               | -                                                      | Ren Kazama          |
| 2008 | Fuji TV  | Galileo SP                                        | ガリレオΦ（エピソードゼロ）              | Galileo: Episode Zero                                  | Young Manabu        |
| 2008 | TBS      | Bloody Monday                                     | ブラッディ・マンデイ                     | -                                                      | Fujimaru Takagi     |
| 2009 | NTV      | Samurai High School                               | サムライ・ハイスクール                   | -                                                      | Kotaro Mochizuki    |
| 2010 | TBS      | Bloody Monday Season 2                            | ブラッディ・マンデイ Season2〜絶望ノ匣〜 | Bloody Monday Season2〜Pandora's Box〜                 | Fujimaru Takagi     |
| 2011 | Fuji TV  | Taisetsu na Koto wa Subete Kimi ga Oshiete Kureta | 大切なことはすべて君が教えてくれた       | The important things are everything that you taught me | Kashiwagi Shuji     |
| 2011 | TV Asahi | Hi wa mata noboru                                 | 陽はまた昇る                             |                                                        | Miyata Eiji         |
| 2012 | Fuji TV  | Higashino Keigo Mysteries                         | 東野圭吾ミステリーズ                     |                                                        | Nakaoka Ryo         |
| 2013 | Fuji TV  | Last Cinderella                                   | ラスト♡シンデレラ                        |                                                        | Saeki Hiroto        |
| 2014 | Fuji TV  | Boku no Ita Jikan                                 | 僕のいた時間                             | The Hours of My Life                                   | Sawada Takuto       |
| 2014 | NTV      | Satsujin Hensachi 70                              | 殺人偏差値70                             |                                                        | Miyahara Keisuke    |
| 2016 | TBS      | Watashi wo Hanasanai de                           | わたしを離さないで                       | Never Let Me Go                                        | 土井友彦            |
| 2017 | NHK      | Onna jōshu Naotora                                | おんな城主 直虎                          |                                                        | Ii Naochika         |

### Cine
| Año  | Título en inglés                                   | Título en japonés                      | Romaji                                  | Personajes             |
| ---- | -------------------------------------------------- | -------------------------------------- | --------------------------------------- | ---------------------- |
| 1999 | Nile                                               | ナイル                                 | Nairu                                   | Umi Nishiyama          |
| 1999 | Spellbound                                         | 金融腐食列島～呪縛～                   | Kinyuu Fushoku Rettou ~Jubaku~          | Kouichi Kitano         |
| 2001 | Thousand Years of Love — The Tale of Shining Genji | 千年の恋～ひかる源氏物語～             | Sennen no Koi ~Hikaru Genji Monogatari~ |                        |
| 2002 | The School in the Woods                            | 森の学校                               | Mori no Gakkō                           | Masao Kawai            |
| 2006 | Catch A Wave                                       | キャッチ ア ウェーブ                   | Kyachi A Wēbu                           | Taiyou Sasaki          |
| 2006 | Akihabara@Deep                                     | アキハバラ@DEEP                        | Akihabara Atto Dīpu                     | Izumu                  |
| 2007 | Sky of Love                                        | 恋空                                   | Koizora                                 | Hiroki Sakurai, "Hiro" |
| 2007 | Negative Happy Chainsaw Edge                       | ネガティブハッピー・チェーンソーエッヂ | Negatibu Happii Chēnsō Ejji             | Noto                   |
| 2008 | Naoko                                              | 奈緒子                                 | Naoko                                   | Yusuke Iki             |
| 2009 | Crows Zero II                                      | クローズzero II                        | Kurōzu Zero Tsu                         | Tatsuya Bito           |
| 2009 | Gokusen: The Movie                                 | ごくせん The Movie                     | Gokusen: The Movie                      | Ren Kazama             |
| 2010 | From Me to You                                     | 君に届け                               | Kimi ni Todoke                          | Shota Kazehaya         |
| 2011 | Tokyo Park                                         | 東京公園                               | Tokyo Kouen                             | Koji Shida             |
| 2013 | Space Pirate Captain Harlock                       | 宇宙海賊キャプテンハーロック           | Uchū Kaizoku Kyaputen Hārokku           | Yama (voice)           |
| 2013 | The Eternal Zero                                   | 永遠の0                                | Eien no Zero                            | Kentaro Saeki          |
| 2014 | Five Minutes to Tomorrow                           | 真夜中の五分前                         | Mannaka no Gofunmae                     |                        |
| 2015 | Attack on Titan                                    | 進撃の巨人                             | Shingeki no Kyojin                      | Eren Jaeger            |
| 2015 | Attack on Titan: End of the World                  | 進撃の巨人 END OF THE WORLD            | Shingeki no Kyojin:End of the World     | Eren Jaeger            |

## Teatro
- Kinky Boots (2019)
- Zipang Punk Goemon 3 (2012)
- Seven Sea (2012)
- Hoshi No Daichi Ni Furu Namida (星の大地に降る涙?) (2009)

## Anuncios
- Tokyo-Mitsubishi UFJ (2012)
- Taunwaku (2012)
- UNO FOG BAR (2012)
- REGZA Phone IS04 (2011)
- Ajinomoto’s Knorr Cup Soup (2010)
- Monster Hunter Portable 3rd (2010)
- O～i Ocha New Tea "いっきに芽吹く" (2010)
- Crymson 「RUSS-K」 (2010)
- JR East Japan Railway Company "MY FIRST AOMORI" Campaña (2010)
- CASIO Computer "EXILIM" (2009)
- Shiseido "Uno FOG BAR" (2009)
- FACIL Contact Lens (2009)
- Tokyo-Mitsubishi UFJ Bank (2009)
- Puchi - Campaign (2009)
- Puchi - Arubaito (2009)
- Ito En - O～i Ocha New Tea (2009)
- Bourbon - Puchishirizu Part 2 (2009)
- Puchi (2008)
- Sega Amusement Image Character (2008)
- Bourbon - Puchishirizu (2008)
- Ito En - O~i Ocha (2008)
- Circle K Sunkus - Funwari Sandwich (2006)
- Benesse Corporation (2005)

## Videos musicales
- Yuzu "Umaku Ienai"
- Candy "Promise"
- Fight For Your Heart
- Drive car